# Orophea uniflora
Orophea uniflora är en kirimojaväxtart som beskrevs av Joseph Dalton Hooker och Thomas Thomson. Orophea uniflora ingår i släktet Orophea och familjen kirimojaväxter. IUCN kategoriserar arten globalt som sårbar. Inga underarter finns listade i Catalogue of Life.